# Atletismo nos Jogos Olímpicos de Verão de 2020 - 5000 m feminino
O evento dos 5000 metros feminino nos Jogos Olímpicos de Verão de 2020 ocorreu entre os dias 30 de julho e 2 de agosto no Estádio Olímpico. Trinta e oito atletas participaram da competição.
A neerlandesa nascida na Etiópia, Sifan Hassan, conquistou a medalha de ouro.

## Qualificação
Um Comitê Olímpico Nacional (CON) poderia inscrever até 3 atletas no evento feminino dos 5000 metros desde que todos as atletas atendam ao padrão de inscrição ou se classifiquem pelo ranking durante o período de qualificação (o limite de 3 está em vigor desde o Congresso Olímpico de 1930). O tempo padrão a qualificação é 15:10.00. Este padrão foi "estabelecido com o único propósito de qualificar atletas com desempenhos excepcionais incapazes de se qualificar através do caminho do Ranking Mundial da IAAF". O ranking mundial, baseado na média dos cinco melhores resultados do atleta durante o período de qualificação e ponderado pela importância do evento, foi usado para qualificar os atletas até que o limite de 42 fosse alcançado.
O período de qualificação foi originalmente de 1 de maio de 2019 a 29 de junho de 2020. Devido à pandemia de COVID-19, este período foi suspenso de 6 de abril de 2020 a 30 de novembro de 2020, com a data de término estendida para 29 de junho de 2021. O início do período do ranking mundial a data também foi alterada de 1 de maio de 2019 para 30 de junho de 2020; as atletas que atingiram o padrão de qualificação naquela época ainda estavam qualificados, mas aqueles que usavam as classificações mundiais não seriam capazes de contar os desempenhos durante esse tempo. Os padrões de tempo de qualificação podem ser obtidos em várias competições durante o período determinado que tenham a aprovação da IAAF. Tanto competições ao ar livre quanto em recinto fechado eram elegíveis para a qualificação. Os campeonatos continentais mais recentes podem ser contados no ranking, mesmo que não durante o período de qualificação.
Os CONs também podem usar sua vaga de universalidade — cada CON pode inscrever uma atleta independentemente do tempo, se não houver nenhuma atleta que atenda ao padrão de entrada a um evento de atletismo — nos 5000 metros.

## Formato
O evento continuou a usar o formato de duas rodadas introduzido em 2012. São 2 baterias iniciais, com as 5 primeiras colocadas em cada uma e os 5 melhores tempos no geral avançando direto para a final.

## Calendário
Horário local (UTC +9)
| 30 de julho   | 2 de agosto |
| 19:00         | 21:40       |
| ------------- | ----------- |
| Eliminatórias | Final       |

## Medalhistas
| Ouro   | NED Sifan Hassan |
| Prata  | KEN Hellen Obiri |
| Bronze | ETH Gudaf Tsegay |

## Recordes
Antes desta competição, os recordes mundiais e olímpicos existentes eram os seguintes:
| Tipo             | Atleta           | Tempo    | Local          | Data                 |
| ---------------- | ---------------- | -------- | -------------- | -------------------- |
| Recorde mundial  | Letesenbet Gidey | 14:06.62 | Valência       | 7 de outubro de 2020 |
| Recorde olímpico | Vivian Cheruiyot | 14:26.17 | Rio de Janeiro | 19 de agosto de 2016 |

### Por região
| Área                               | Tempo    | Atleta                | Nação          |
| ---------------------------------- | -------- | --------------------- | -------------- |
| África                             | 14:06.62 | Letesenbet Gidey      | Etiópia        |
| Ásia                               | 14:28.09 | Jiang Bo              | China          |
| Europa                             | 14:22.12 | Sifan Hassan          | Países Baixos  |
| América do Norte, Central e Caribe | 14:23.92 | Shelby Houlihan       | Estados Unidos |
| Oceania                            | 14:39.89 | Kim Smith             | Nova Zelândia  |
| América do Sul                     | 15:18.85 | Simone Alves da Silva | Brasil         |

Os seguintes recordes nacionais foram estabelecidos durante a competição:
| CON    | Atleta           | Rodada        | Tempo    |
| ------ | ---------------- | ------------- | -------- |
| Israel | Selamawit Teferi | Eliminatórias | 14:53.43 |
| México | Laura Galván     | Eliminatórias | 15:00.16 |
| Japão  | Ririka Hironaka  | Final         | 14:52.84 |

## Resultados

### Eliminatórias
Regras de qualificação: as cinco primeiras de cada bateria (Q) e os seguintes cinco tempos mais rápidos (q) avançam à final.

#### Bateria 1
| Pos. | Atleta                 | CON                | Tempo    | Notas                |
| ---- | ---------------------- | ------------------ | -------- | -------------------- |
| 1    | Sifan Hassan           | NED Países Baixos  | 14:47.89 | Q                    |
| 2    | Agnes Tirop            | KEN Quênia         | 14:48.01 | Q,                   |
| 3    | Senbere Teferi         | ETH Etiópia        | 14:48.31 | Q                    |
| 4    | Ejgayehu Taye          | ETH Etiópia        | 14:48.52 | Q                    |
| 5    | Lilian Kasait Rengeruk | KEN Quênia         | 14:50.36 | Q,                   |
| 6    | Yasemin Can            | TUR Turquia        | 14:50.92 | q                    |
| 7    | Karissa Schweizer      | USA Estados Unidos | 14:51.34 | q,                   |
| 8    | Selamawit Teferi       | ISR Israel         | 14:53.43 | q,                   |
| 9    | Ririka Hironaka        | JPN Japão          | 14:55.87 | q,                   |
| 10   | Andrea Seccafien       | CAN Canadá         | 14:59.55 | q                    |
| 11   | Laura Galván           | MEX México         | 15:00.16 | Recorde nacional     |
| 12   | Kaede Hagitani         | JPN Japão          | 15:04.95 | Recorde pessoal      |
| 13   | Jessica Judd           | GBR Grã-Bretanha   | 15:09.47 |                      |
| 14   | Camille Buscomb        | NZL Nova Zelândia  | 15:24.39 |                      |
| 15   | Prisca Chesang         | UGA Uganda         | 15:25.72 |                      |
| 16   | Lucía Rodríguez        | ESP Espanha        | 15:26.19 | Recorde pessoal      |
| 17   | Julie-Anne Staehli     | CAN Canadá         | 15:33.39 |                      |
| 18   | Rose Davies            | AUS Austrália      | 15:50.07 |                      |
| 19   | Sarah Chelangat        | UGA Uganda         | 15:59.40 | Recorde da temporada |

#### Bateria 2
| Pos. | Atleta                    | CON                | Tempo    | Notas                |
| ---- | ------------------------- | ------------------ | -------- | -------------------- |
| 1    | Gudaf Tsegay              | ETH Etiópia        | 14:55.74 | Q                    |
| 2    | Hellen Obiri              | KEN Quênia         | 14:55.77 | Q                    |
| 3    | Nadia Battocletti         | ITA Itália         | 14:55.83 | Q,                   |
| 4    | Elise Cranny              | USA Estados Unidos | 14:56.14 | Q,                   |
| 5    | Karoline Bjerkeli Grøvdal | NOR Noruega        | 14:56.82 | Q                    |
| 6    | Nozomi Tanaka             | JPN Japão          | 14:59.93 | Recorde pessoal      |
| 7    | Rachel Schneider          | USA Estados Unidos | 15:00.07 |                      |
| 8    | Rahel Daniel              | ERI Eritreia       | 15:02.59 |                      |
| 9    | Amy-Eloise Markovc        | GBR Grã-Bretanha   | 15:03.22 | Recorde pessoal      |
| 10   | Eilish McColgan           | GBR Grã-Bretanha   | 15:09.68 |                      |
| 11   | Jenny Blundell            | AUS Austrália      | 15:11.27 |                      |
| 12   | Esther Chebet             | UGA Uganda         | 15:11.47 |                      |
| 13   | Dominique Scott           | RSA África do Sul  | 15:13.94 | Recorde da temporada |
| 14   | Kate Van Buskirk          | CAN Canadá         | 15:14.96 |                      |
| 15   | Isobel Batt-Doyle         | AUS Austrália      | 15:21.65 |                      |
| 16   | Diane van Es              | NED Países Baixos  | 15:47.01 |                      |
| 17   | Marthe Yankurije          | RWA Ruanda         | 15:55.94 | Recorde da temporada |
| —    | Francine Niyonsaba        | BDI Burundi        | DSQ      | TR 17.3.2            |
| —    | Klara Lukan               | SLO Eslovênia      | —        | DNF                  |

### Final
A final foi disputada em 2 de agosto, às 21:40 locais.
| Pos.              | Atleta                    | CON                | Tempo    | Notas                |
| ----------------- | ------------------------- | ------------------ | -------- | -------------------- |
| Medalha de ouro   | Sifan Hassan              | NED Países Baixos  | 14:36.79 |                      |
| Medalha de prata  | Hellen Obiri              | KEN Quênia         | 14:38.36 |                      |
| Medalha de bronze | Gudaf Tsegay              | ETH Etiópia        | 14:38.87 |                      |
| 4                 | Agnes Tirop               | KEN Quênia         | 14:39.62 | Recorde da temporada |
| 5                 | Ejgayehu Taye             | ETH Etiópia        | 14:41.24 |                      |
| 6                 | Senbere Teferi            | ETH Etiópia        | 14:45.11 |                      |
| 7                 | Nadia Battocletti         | ITA Itália         | 14:46.29 | Recorde pessoal      |
| 8                 | Yasemin Can               | TUR Turquia        | 14:46.49 |                      |
| 9                 | Ririka Hironaka           | JPN Japão          | 14:52.84 | Recorde nacional     |
| 10                | Selamawit Teferi          | ISR Israel         | 14:54.39 |                      |
| 11                | Karissa Schweizer         | USA Estados Unidos | 14:55.80 |                      |
| 12                | Lilian Kasait Rengeruk    | KEN Quênia         | 14:55.85 |                      |
| 13                | Elise Cranny              | USA Estados Unidos | 14:55.98 | Recorde da temporada |
| 14                | Karoline Bjerkeli Grøvdal | NOR Noruega        | 15:09.37 |                      |
| 15                | Andrea Seccafien          | CAN Canadá         | 15:12.09 |                      |

Legenda
| Recorde mundial      | Recorde mundial (World record)               |                       | Recorde africano                      | Recorde africano (African) |                                           | Q | Classificado por posição (Qualified) |
| Recorde olímpico     | Recorde olímpico (Olympic record)            | Recorde da América    | Recorde da América (Americas)         | q                          | Classificado por melhor tempo (Qualified) |   |                                      |
| Melhor marca do ano  | Melhor marca do ano (World leading)          | Recorde asiático      | Recorde asiático (Asian)              | DNS                        | Não largou (Did not start)                |   |                                      |
| Recorde nacional     | Recorde nacional (National record)           | Recorde europeu       | Recorde europeu (European)            | DNF                        | Não terminou (Did not finish)             |   |                                      |
| Recorde pessoal      | Recorde pessoal do atleta (Personal best)    | Recorde da Oceania    | Recorde da Oceania (Oceania)          | DSQ / DQ                   | Desclassificado (Disqualified)            |   |                                      |
| Recorde da temporada | Recorde da temporada do atleta (Season best) | Recorde sul-americano | Recorde sul-americano (South America) | NM                         | Sem marca (No mark)                       |   |                                      |